# Регламент про простежуваність і маркування ГМО
Регла́мент про просте́жуваність і маркува́ння ГМО (Регламент (ЄС) № 1830/2003) — нормативно-правовий акт Європейського Союзу,  відстеження генетично модифікованих організмів та їх харчових продуктів для споживання людиною чи тваринами.

## Мета
Регламент № 1830/2003 Європейського Парламенту та Ради від 22 вересня 2003 щодо простежування та маркування генетично модифікованих організмів і відстеження продуктів, призначених для споживання людиною або тваринами, вироблених із генетично модифікованих організмів, зі змінами та доповненнями до Директиви 2001/18 застосовується до операторів з 18 квітня 2004 року.
Вимога про простежуваність, запроваджена цим регламентом, який набув чинності 18 квітня 2004 року, дає можливість відстежувати ГМО по всьому ланцюгу виробництва та дистрибуції, з головною метою забезпечення надійного маркування. Він запроваджує «виробниче» маркування для харчових продуктів і кормів, незалежно від наявності ДНК або білків, отриманих в результаті генетичної модифікації, в готовому продукті. Таким чином, відповідність продукції може бути перевірена після вивчення документів, наданих для цілей простежуваності, особливо для продуктів, для яких аналітичні дослідження є неможливими.

## Сфера застосування
Сфера застосування цього регламенту є широкою, оскільки вона має на меті :
- всі ГМО, за винятком  лікарських препаратів для людини та ветеринарії. Таким чином, зобов’язання щодо простежуваности застосовуються до генетично модифікованого насіння, ГМО, призначених для харчової або промислової обробки (наприклад, бавовна для текстильної промисловості, на сьогоднішній день не дозволено), харчових продуктів і кормів для тварин, що містять або складаються з ГМО (наприклад, солодка кукурудза або соєві боби);
- продукти, отримані з ГМО (також звані похідними ГМО), призначені для споживання людиною або тваринами: харчові продукти, харчові інгредієнти та корми для тварин (наприклад, корми з соєвого лецитину та кукурудзяного глютену), включаючи добавки та ароматизатори.

З метою забезпечення послідовності, регламент передбачає звільнення від зобов'язань щодо простежуваности на тому ж пороговому рівні і за тими ж критеріями, що і для положень про маркування: харчові продукти, інгредієнти та корми, що містять менше 0,9% адвентивного трансгенного матеріалу, звільняються від простежуваности, оскільки на них не поширюються зобов'язання щодо маркування.

## Процедури простежуваности
Особа, відповідальна за розміщення продукту на ринку, письмово повідомляє особі, яка отримує продукт, інформацію про те, що відповідний продукт містить ГМО. Спеціального положення щодо передачі цієї інформації немає.
Окрім цієї загальної інформації щодо наявності ГМО, оператор повинен передати унікальні ідентифікатори, що відповідають ГМО, присутнім у продукті. Це літеро-цифрові коди, які є специфічними для кожного ГМО та чиї методи атрибуції були визначені на міжнародному рівні та прийняті на рівні спільноти Регламентом № 65/2004: наприклад, унікальний ідентифікатор кукурудзи Bt11 – SYN-BTØ11- 1.

## Випадок змішаних посівів
Коли культури від різних фермерів змішуються, наприклад, у силосах для зберігання, не завжди можливо знати, які ГМО насправді присутні, коли вміст силосу потім розділяється на частини для продажу різним операторам.
Так, наприклад, хоча початкова партія може складатися із суміші кукурудзи Mon810, Bt176 і T25, можливо, що підпартія міститиме лише кукурудзу Bt176 у тій мірі, у якій початкова партія не є неоднорідною. Для того, щоб врахувати цей сценарій і лише для продуктів, призначених для переробки або тих, які безпосередньо використовуються як їжа чи корм для тварин, оператор не зобов’язаний ідентифікувати ГМО, які фактично присутні в продукті, але може передавати список використовуваних ГМО становлять вихідну суміш, що супроводжується декларацією із зазначенням призначення продукту (перетворення або використання в харчових продуктах).

## Додаткові положення щодо маркування
Поряд із зобов’язанням щодо відстеження, Регламент № 1830/2003 передбачає додаткові положення щодо маркування. Зокрема, для розфасованих нехарчових генетично модифікованих продуктів, які підпадають під дію Директиви 2001/18, на етикетці має бути напис «цей продукт містить ГМО» або «цей продукт містить генетично модифіковані [назви організмів]». Слід зазначити, що положення про маркування харчових продуктів і кормів викладені в Регламенті 1829/2003.